# Mitt Indonesien
Mitt Indonesien är en bok från 1972 av jägmästaren och författaren Eric Lundqvist. Boken är en samling minnen och episoder från författarens många år i Indonesien. Djungeln skildras med stark närhet, som i berättelsen om hur Eric tvingas övernatta i ett beckmörkt träsk, fullt av ormar och krokodiler. Andra berättelser handlar om människor han träffade där borta. I boken ger författaren också en sammanfattning av den livssyn han utvecklat i sina tidigare böcker; sitt tvivel på det västerländska samhällets ideal och sin bekännelse till den människokärlek som inte ser till hudfärgen utan till hjärtat.